# ۹۹۴ (قمری)
۹۹۴ (قمری)، نهصد و نود و چهارمین سال در گاهشماری هجری قمری است. اول محرم این سال برابر با بیست و سوم دسامبر سال ۱۵۸۵ میلادی است.

## وابسته
- طالب آملی